# Aarti Mann
Aarti Mann (* 3. März 1978 in Connecticut als Aarti Majmudar Mankad) ist eine US-amerikanische Schauspielerin, die im deutschen Sprachraum vor allem für ihre Rolle der Priya Koothrappali in der US-Sitcom The Big Bang Theory bekannt ist.

## Leben
Manns Geburtsname lautet Majmudar. Geboren in Connecticut zog sie als Kind nach Pittsburgh, später nach Fox Chapel in Pennsylvania, wo ihre Eltern, beide von Indien in die USA immigrierte Ärzte, und drei Geschwister leben. Sie schloss die Shady Side Academy in Fox Chapel ab und studierte Film mit den Schwerpunkten Regie und Drehbuch an der New York University. Mitte der 2000er-Jahre begann Aarti Mann mit dem Schauspiel, vorerst verkörperte sie kleinere Rollen und wirkte in Werbespots mit. Sie verwendet sowohl ihren Geburtsnamen Majmudar als auch ihren Künstlernamen Mann. Gegenwärtig lebt sie mit ihrem Ehemann in Los Angeles.

## Filmografie (Auswahl)
- 2008: Quarterlife (Folge 1x06)
- 2009: Heroes (Folge 3x16)
- 2010: Schatten der Leidenschaft (The Young and the Restless, Seifenoper)
- 2010–2011: The Big Bang Theory (12 Folgen)
- 2012: Leverage (Folge 5x08)
- 2013: Suits (Folge 2x11)
- 2017: Grey’s Anatomy (Folge 13x22)
- 2018: Sharon 1.2.3.
- 2020: Noch nie in meinem Leben … (Never Have I Ever)
- 2022–2025: The Recruit (14 Folgen)
- 2022: The Good Doctor (Folge 6x08)
- 2023: The Donor Party